# Axiothella rubrocincta
Axiothella rubrocincta är en ringmaskart. Axiothella rubrocincta ingår i släktet Axiothella och familjen Maldanidae. Utöver nominatformen finns också underarten A. r. complexa.